# بوب فرانكس
بوب فرانكس (بالإنجليزية: Bob Franks)‏ هو مالك صحيفة ‏ وسياسي أمريكي، ولد في 21 سبتمبر 1951 في الولايات المتحدة، وتوفي في 9 أبريل 2010 في نيويورك في الولايات المتحدة بسبب سرطان. حزبياً، نشط في الحزب الجمهوري.

## مناصب
- في انتخابات مجلس النواب الأمريكي 1992 [الإنجليزية]‏، انتخب عضو مجلس النواب الأمريكي عن دائرة New Jersey's 7th congressional district [الإنجليزية]‏ وقد انضم خلال فترته النيابية [الإنجليزية]‏ (5 يناير 1993 – 3 يناير 1995)  للكتلة البرلمانية الحزب الجمهوري.
- في انتخابات مجلس النواب الأمريكي 1994 [الإنجليزية]‏، انتخب عضو مجلس النواب الأمريكي عن دائرة New Jersey's 7th congressional district [الإنجليزية]‏ وقد انضم خلال فترته النيابية [الإنجليزية]‏ (4 يناير 1995 – 3 يناير 1997)  للكتلة البرلمانية الحزب الجمهوري.
- في انتخابات مجلس النواب الأمريكي 1996 [الإنجليزية]‏، انتخب عضو مجلس النواب الأمريكي عن دائرة New Jersey's 7th congressional district [الإنجليزية]‏ وقد انضم خلال فترته النيابية [الإنجليزية]‏ (7 يناير 1997 – 3 يناير 1999)  للكتلة البرلمانية الحزب الجمهوري.
- في انتخابات مجلس النواب الأمريكي 1998 [الإنجليزية]‏، انتخب عضو مجلس النواب الأمريكي عن دائرة New Jersey's 7th congressional district [الإنجليزية]‏ وقد انضم خلال فترته النيابية (6 يناير 1999 – 3 يناير 2001)  للكتلة البرلمانية الحزب الجمهوري.
- انتخب رئيس مجلس الإدارة New Jersey Republican Party [الإنجليزية]‏ (1988 – 1992).
- انتخب عضو جمعية نيوجيرسي العامة (1980 – 1993).
- انتخب عضو مجلس النواب الأمريكي.